# Plagideicta leprostica
Plagideicta leprostica là một loài bướm đêm trong họ Noctuidae.